# Димитър Иванов – Кратовски
Димитър (Димитрия) Иванов – Кратовски е български революционер, деец на Вътрешната македоно-одринска революционна организация.

## Биография
Димитър Кратовски е роден на 1 октомври 1889 година в кратовското село Ямище, тогава в Османската империя. Присъединява се към ВМОРО и участва в Илинденско-Преображенското въстание през лятото на 1903 година. Влиза в четата на Йордан Спасов и действа като пограничен куриер до 1908 година. След като родният му край попада в Сърбия след Междусъюзническата война Иванов продължава с революционната си дейност. В 1914 година е четник на Дончо Ангелов, а в 1915 година на Стоян Леков.
След това се изселва в Кюстендил, Свободна България.
Умира след 1950 година.